# Адрієн Андре Санфурш
Адрієн Андре Санфурш (1888—1956) був інженером-хіміком, доктором фізико-технічних наук і науковим радником Compagnie de Saint-Gobain у 1947 році. Похований у Сарла-ла-Канеда  